# Opacifrons cartagensis
Opacifrons cartagensis är en tvåvingeart som först beskrevs av Malloch 1914.  Opacifrons cartagensis ingår i släktet Opacifrons och familjen hoppflugor.
Artens utbredningsområde är Costa Rica. Inga underarter finns listade i Catalogue of Life.